# Armorum iudicium (Pacuvio)
L'Armorum iudicium (Il giudizio delle armi) è una tragedia (cothurnata) del tragediografo latino Marco Pacuvio (circa 220-130 a.C.) di cui restano oggi solo alcuni frammenti. Realizzata forse a partire da un originale non pervenuto del tragediografo greco Eschilo, l'opera trattava la storia, connessa al Ciclo Troiano, della follia e della morte di Aiace Telamonio: durante le celebrazioni dei giochi funebri per la morte di Achille, Aiace si disputa con Odisseo le armi dell'eroe defunto. Esse vengono assegnate ingiustamente da una giuria all'eroe di Itaca, e dunque Aiace, accecato dalla follia per volere divino, stermina un gregge di pecore convinto di star combattendo i capi achei, e, tornato, in sé, si uccide per il dolore e la vergogna.